# دریای بی‌رحم (فیلم ۱۹۵۳)
دریای بی‌رحم (انگلیسی: The Cruel Sea) فیلمی در ژانر جنگی به کارگردانی چارلز فرند است که در سال ۱۹۵۳ منتشر شد. این فیلم، اقتباسی سینمایی از رمانی به همین نام اثر نیکلاس مونسرات است. اگرچه فیلمنامه اریک امبلر برخی از تلخ‌ترین لحظات رمان را حذف کرده‌است.

## بازیگران
- جک هاوکینز
- دنهلم الیوت
- ویرجینیا مکنا
- استنلی بیکر
- مویرا لیستر
- آلک مک‌کاون
- جان وارنر
- اندرو کروکشنک